# Llista de sultans otomans
La llista dels sultans otomans o sultans de l'Imperi Otomà és la següent:
| #                                        | Sultà                                    | Foto                                         | Regne: des de          | Regne: fins a               | Tughra                       | Notes |
| ---------------------------------------- | ---------------------------------------- | -------------------------------------------- | ---------------------- | --------------------------- | ---------------------------- | --- |
| 1                                        | Osman I (Bey)                            |                                              | vers 1299              | vers 1324                   | No consta                    | - Fill d'Ertuğrul; - Va regnar fins a la mort. |
| 2                                        | Orhan (Bey)                              | Retrart d'Orhan                              | vers 1324              | vers 1361                   | Tughra d'Orhan               | - Fill d'Osman I i de Mal Hatun; - Va regnar fins a la mort. |
| 3                                        | Murat I Hüdavendigar (Sultà des de 1383) | Retrat de Murad I                            | vers 1360              | 1389                        | Tughra de Murad I            | - Fill d'Orhan I i de Nilüfer Hatun; - Va regnar fins a la mort - Mort en combat a la batalla de Kosovo Polje. |
| 4                                        | Baiazet I el Llamp                       | Retrat de Baiazet                            | 1389                   | 1402                        | Tughra de Baiazet I          | - Fill de Murat I i de Gülçiçek Hatun; - Capturat en combat a la batalla d'Ankara (de facto final de regnat); - Mort en captivitat a Akşehir el 8 de març de 1403.                                                                                                 |
| Interregne (1402–1413)                   |                                          |                                              |                        |                             |                              | |
| 5                                        | Mehmet I                                 | Retrat de Mehmet I                           | 1413                   | 1421                        | Tughra de Mehmet I           | - Fill de Baiazet I i de Devlet Hatun; - Va regnar fins a la mort. |
| 6                                        | Murat II                                 | Retrat de Murat II                           | 1421                   | 1444                        | Tughra de Murat II           | - fill de Mehmet I i de Emine Hatun; - Va abdicar voluntàriamenten el seu fill Mehmet II. |
| 7                                        | Mehmet II el Conqueridor                 | Retrat de Mehmet II per Gentile Bellini      | 1444                   | 1446                        | Tughra de Mehmet II          | - Fill de Murad II i de Hüma Hatun; - va entregar el tron al seu pare quan aquest li va demanar. |
| —                                        | Murat II                                 | Retrat de Murad II                           | 1446                   | 3 de febrer de 1451         | Tughra de Murat II           | - Segon regnat; - Forçat a tornar al tron després d'una revolta dels geníssers; - Va regnar fins a la mort. |
| —                                        | Mehmet II el Conqueridor                 | Retrat de Mehmed II per Gentile Bellini      | 3 de febrer de 1451    | 3 de maig de 1481           | Tughra de Mehmet II          | - Segon regnat; - Conquerí Constantinoble el 1453; - Va regnar fins a la mort. |
| 8                                        | Baiazet II                               | Retrat de Baiazet II                         | 19 de maig de 1481     | 25 d'abril de 1512          | Tughra de Baizazet II        | - Fill de Mehmet II i de Mükrime Hatun; - Va abdicar; - Mort prop de Didymoteicho el 26 de maig de 1512. |
| 9                                        | Selim I el Sever (Califa des de 1517)    | Retrat de Selim I                            | 25 d'abril de 1512     | 21 de setembre de 1520      | Tughra de Selim I            | - Fill de Baiazet II i de Ayşe Hatun; - Va regnar fins a la mort. |
| 10                                       | Solimà I el Magnífic o el Legislador     | Retrat de Solimà I per Ticià                 | 30 de setembre de 1520 | 6 o 7 de setembre de 1566   | Tughra de Solimà el Magnífic | - Fill de Selim I i d'Hafsa (Hafize) Hatun; - Va regnar fins a la mort. |
| 11                                       | Selim II el Borratxo                     | Retrat de Selim                              | 29 de setembre de 1566 | 21 de desembre de 1574      | Tughra de Selim II           | - Fill de Solimà I i de Hürrem Sultan (Roxelana); - Va regnar fins a la seva mort. |
| 12                                       | Murat III                                | Retrat de Murat III                          | 22 de desembre de 1574 | 16 de gener de 1595         | Tughra de Murat III          | - Fill de Selim II i de Nur Banu Sultan; - Va regnar fins a la mort. |
| 13                                       | Mehmet III                               | Retrat de Mehmet III                         | 27 de gener de 1595    | 20 o 21 de desembre de 1603 | Tughra de Mehmet III         | - Fill de Murat III i de Safiye Sultan; - Va regnar fins a la mort; |
| 14                                       | Ahmet I                                  | Retrat d'Ahmet I                             | 21 de desembre de 1603 | 22 de novembre de 1617      | Tughra d'Ahmet I             | - Fill de Mehmet III i d'Handan Sultan; - Va regnar fins a la mort. |
| 15                                       | Mustafà I                                | Retrat de Mustafà I per                      | 22 de novembre de 1617 | 26 de febrer de 1618        | Tughra de Mustafà I          | - Fill de Mehmet III i d'una esposa desconeguda; - Deposat en favor del seu nebot Osman II. |
| 16                                       | Osman II                                 | Retrat d'Osman II                            | 26 de febrer de 1618   | 19 de maig de 1622          | Tughra d'Osman II            | - Fill d'Ahmet I i de Mahfiruz Sultan; - Va regnar fins a la mort; - Assassinat pels geníssers. |
| —                                        | Mustafà I                                | Retrat de Mustafà I                          | 20 de maig de 1622     | 10 de setembre de 1623      | Tughra de Mustafà I          | - Segon regnat; - Va tornar al tron després de l'assassinat del seu nebot; - Deposat i confinat a Istanbul fins a la seva mort el 20 de gener de 1639. |
| 17                                       | Murat IV                                 | Retrat de Murat IV                           | 10 de setembre de 1623 | 8 o 9 de febrer de 1640     | Tughra de Murat IV           | - Fill d'Ahmet I i de Kösem Sultan (Mahpeyker); - Va regnar fins a la mort. |
| 18                                       | Ibrahim I                                | Retrat d'Ibrahim                             | 9 de febrer de 1640    | 8 d'agost de 1648           | Tughra d'Ibrahim             | - Fill d'Ahmet I i de Kösem Sultan (Mahpeyker); - Deposat en un Cop d'estat dirigit pel Gran Mufti; - Assassinat a Istanbul el 18 d'agost de 1648. |
| 19                                       | Mehmet IV                                | Retrat de Mehmet IV                          | 8 d'agost de 1648      | 8 de novembre de 1687       | Tughra de Mehmet IV          | - Fill d'Ibrahim I i Hatice Turhan Sultan; - Deposat després de la derrota otomana a la Batalla de Mohács de 1687; - Mort a Edirne el 6 de gener de 1693. |
| 20                                       | Solimà II                                | Retrat de Solimà II                          | 8 de novembre de 1687  | 22 de juny de 1691          | Tughra de Solimà II          | - Fill d'Ibrahim I i de Saliha Dilâşub Sultan; - Va regnar fins a la mort. |
| 21                                       | Ahmet II                                 | Retrat d'Ahmet II                            | 22 de juny de 1691     | 6 de febrer de 1695         | Tughra d'Ahmet II            | - Fill d'Ibrahim I i d'Hatice Muazzez Sultan; - Va regnar fins a la mort. |
| 22                                       | Mustafà II                               | Retrat de Mustafà II                         | 6 de febrer de 1695    | 22 d'agost de 1703          | Tughra de Mustafà II         | - Fill de Mehmet IV i d'Emetullah Rabia Gülnûş Sultan; - Deposat en una revolta dels geníssres; - Mort a Istanbul el 8 de gener de 1704. |
| 23                                       | Ahmet III                                | Retrat d'Ahmet III                           | 22 d'agost de 1703     | 1 o 2 d'octubre de 1730     | Tughra d'Ahmet III           | - Fill de Mehmet IV i d'Emetullah Rabia Gülnûş Sultan; - Deposat en una revolta dels geníssers dirigida per Patrona Khalil; - Mort l'1 de juliol de 1736. |
| 24                                       | Mahmut I                                 | Retrat de Mahmut I                           | 2 d'octubre de 1730    | 13 de desembre de 1754      | Tughra de Mahmut I           | - Fill de Mustafà II i de Saliha Sultan; - Va regnar fins a la seva mort. |
| 25                                       | Osman III                                | Retrat d'Osman III                           | 13 de desembre de 1754 | 29 o 30 d'octubre de 1757   | Tughra d'Osman III           | - Fill de Mustafà II i de Şehsuvar Sultan; - Va regnar fins a la mort. |
| 26                                       | Mustafà III                              | Retrat de Mustafà III                        | 30 d'octubre de 1757   | 21 de gener de 1774         | Tughra de Mustafà III        | - Fill d'Ahmet III i de Mihrimah Sultan; - Va regnar fins a la mort. |
| 27                                       | Abdülhamit I                             | Retrat d'Abdülhamit I                        | 21 de gener de 1774    | 6 o 7 d'abril de 1789       | Tughra d'Abdülhamit I        | - Fill d'Ahmet III i ded Rabiâ Sultan; - Va regnar fins a la mort. |
| 28                                       | Selim III                                | Retrat de Selim III per Konstantin Kapidagli | 7 d'abril de 1789      | 29 de maig de 1807          | Tughra de Selim III          | - Fill de Mustafa III i de Mihrişah Sultan; - Deposat en una revolta dels geníssers causada per les seves reformes; - Assassinat a Istanbul el 28 de juliol de 1808.                                                                                               |
| 29                                       | Mustafà IV                               | Retrat de Mustafà IV                         | 29 de maig de 1807     | 28 de juliol de 1808        | Tughra de Mustafà IV         | - Fill d'Abdülhamit I i d'Ayşe Sine (Seniye Perver Sultan); - Deposat en una revolta dirigida per Alemdar Mustafà Paixà; - Executat a Istanbul el 17 de novembre de 1808.                                                                                          |
| 30                                       | Mahmut II                                | Retrat de Mahmut II                          | 28 de juliol de 1808   | 1 de juliol de 1839         | Tughra de Mahmut II          | - Fill d'Abdülhamit I i de Nakşidil Sultan; - Va abolir el cos dels geníssers el 1826; - Va regnar fins a la mort. |
| 31                                       | Abdülmecit I                             | Retrat d'Abdülmecit I                        | 1 de juliol de 1839    | 25 de juny de 1861          | Tughra d'Abdülmecit I        | - Fill de Mahmut II i de Bezmialem Sultan; - Va regnar fins a la mort. |
| 32                                       | Abdülâziz I                              | Retrat d'Abdülâziz                           | 25 de juny de 1861     | 30 de maig de 1876          | Tughra d'Abdülâziz           | - Fill de Mahmut II i de Sultana Pertevniyal; - Deposat pels seus ministres; - Trobat mort (suïcidi o assassinat) cinc dies després. |
| 33                                       | Murat V                                  | Retrat de Murat V                            | 30 de maig de 1876     | 31 d'agost de 1876          | Tughra de Murat V            | - Fill d'Abdülmecit I i de Şevkefza Sultan; - Deposat degut a una malaltia; - Se li va assignar residència al palau de Çırağan on va morir el 29 d'agost de 1904.                                                                                                  |
| 34                                       | Abdülhamit II El Gran Khan               | Retrat d'Abdülhamit II                       | 31 d'agost de 1876     | 27 d'abril de 1909          | Tughra d'Abdülhamit II       | - Fill d'Abdülmecit I i de Tirimüjgan Sultan; - Primer sultà constitucional, va suspendre la constitució un temps i després s'hi va retornar - Deposat després del incident del 31 de març; - Confinat al Palau de Beylerbeyi on va morir el 10 de febrer de 1918. |
| 35                                       | Mehmet V                                 | Retrat de Mehmet V                           | 27 d'abril de 1909     | 3 de juliol de 1918         | Tughra de Mehmet V           | - Fill d'Abdülmecit I i de Gülcemal Sultan; - Va regnar com a figurant fins a la seva mort. |
| 36                                       | Mehmet VI                                | Retrat de Mehmed VI                          | 4 de juliol de 1918    | 1 de novembre de 1922       | Tughra de Mehmet VI          | - Fill d'Abdülmecit I i de Gülistan Sultan; - Abolició del sultanat; - Va deixar Istanbul el 17 de novembre de 1922; - Va morir a l'exili a Sanremo, Itàlia, el 16 de maig de 1926.                                                                                |
| Dissolució de l'Imperi Otomà (1922–1923) |                                          |                                              |                        |                             |                              | |
| —                                        | Abdülmecit II (només califa)             | Retrat d'Abdülmecit II                       | 18 de novembre de 1922 | 3 de març de 1924           | No consta                    | - Fil d'Abdülaziz I i de Hayranıdil Kadınefendi - Elegit califa per la Gran Nacional Assemblea de Turquia; - Exiliat després de l'abolició del califat. - Mort a París, França el 23 d'agost de 1944.                                                              |